# Notre-Dame-du-Lac

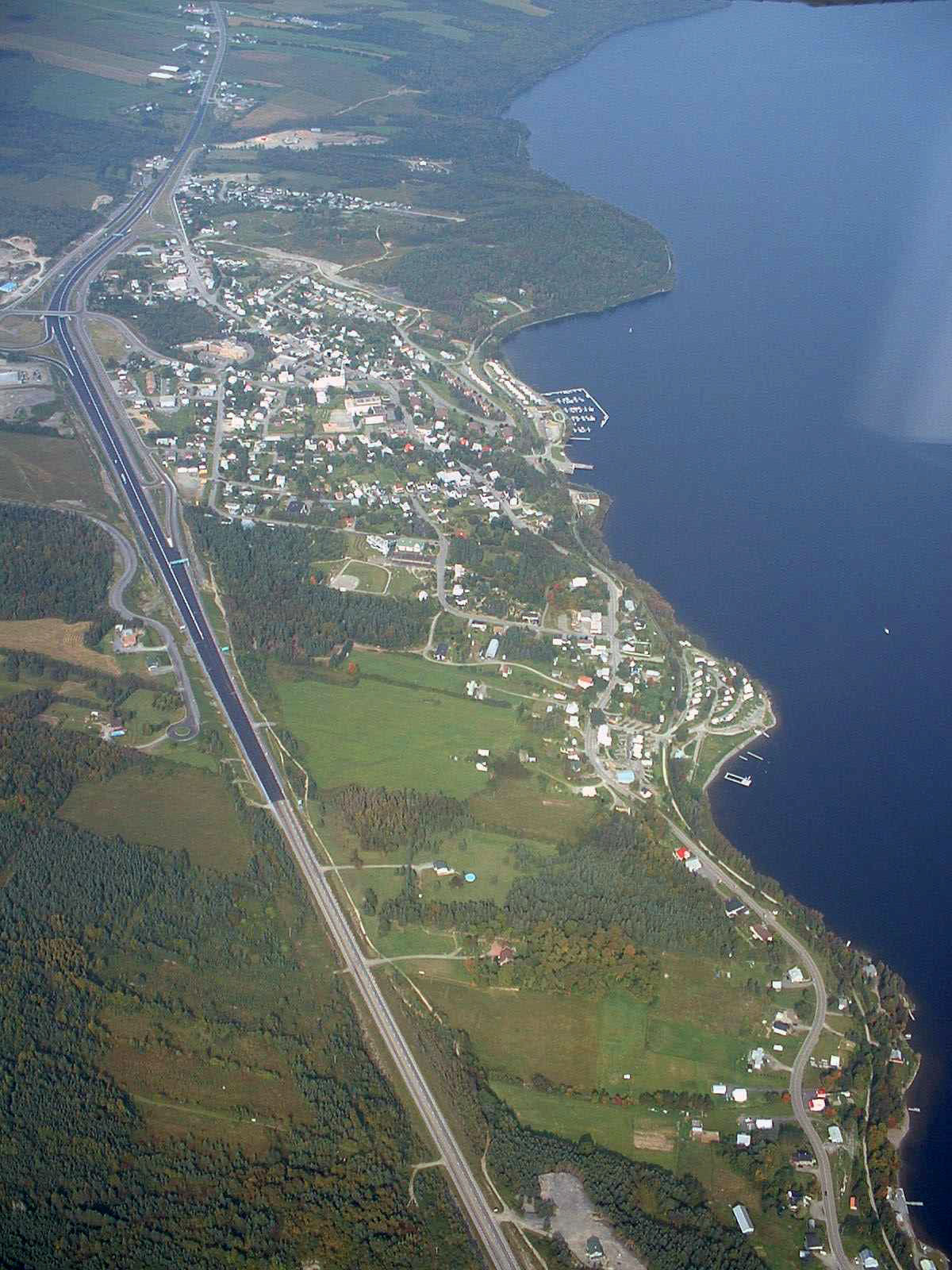
Notre-Dame-du-Lac

Notre-Dame-du-Lac war eine Stadt in der Verwaltungsregion Bas-Saint-Laurent der kanadischen Provinz Québec.
Am 5. Mai 2010 wurde Notre-Dame-du-Lac mit Cabano zu der Stadt Témiscouata-sur-le-Lac vereinigt.